# 189 до н. е.

## Події
- 189 року до н. е. відбулося два часткових сонячних затемнення: 2 лютого і 28 липня[1].
- 189 року до н. е. тривала Галатська війна між Римською республікою і Галатією.
- Облога Амбракії
- Облога Сами